# Espagne aux Jeux olympiques d'hiver de 2014
L'Espagne participe aux Jeux olympiques d'hiver de 2014 à Sotchi en Russie du 7 au 23 février 2014. Il s'agit de sa dix-neuvième participation à des Jeux d'hiver.

## Préparation et arrivée au village olympique
Le 6 février, la veille de la cérémonie d'ouverture, la délégation espagnole participe au village olympique à une cérémonie du lever de drapeau. Cette cérémonie s'effectue en présence des membres du Comité international olympique (CIO) espagnols Marisol Casado et José Perurena, du chef de mission Cayetano Cornet ainsi que plusieurs sportifs,.
20 sportifs représentent l'Espagne à ces Jeux. 15 d'entre eux dépendent de la Federación Española de Deportes de Invierno (RFEDI), cinq de la Federación Española de Deportes de Hielo (RFEDH). Un vingt-et-unième sportif, le spécialiste de half-pipe Rubén Vergés, était pressenti mais la Fédération internationale de ski (FIS) ne l'invite finalement pas,. Javier Fernández, présent à cette cérémonie, représente la principale chance de médaille espagnole à ces Jeux, 22 ans après la dernière médaille espagnole à des Jeux d'hiver. Les principaux membres de cette délégation sont Carolina Ruiz Castillo, Queralt Castellet et Lucas Eguibar. Eduardo Roldán, président de la RFEDI, ne parle pas d'objectif de médailles mais s'attend à des « satisfactions ».

## Cérémonies d'ouverture et de clôture
L'Espagne, après l'Islande et avant l'Italie, est la 31e des 88 délégations à entrer dans le stade olympique Ficht de Sotchi au cours du défilé des nations durant la cérémonie d'ouverture. Le porte-drapeau du pays est le patineur artistique Javier Fernández. Il succède dans cette fonction à la snowboardeuse Queralt Castellet, qui figure dans la délégation espagnole.

## Compétitions

### Biathlon

#### Qualifications
Les places olympiques sont attribuées à des comités nationaux et non à des athlètes. Ces quotas, au nombre de 220, sont affectés en fonction des résultats des trois meilleurs biathlètes des pays lors des épreuves de sprint, d'individuelle et de relais lors des deux championnats du monde qui précèdent ces Jeux olympiques. Les sportifs retenus doivent avoir réalisé deux résultats en sprint ou individuelle sur les deux dernières saisons lors des championnats du monde, la coupe du monde, la coupe IBU ou les championnats d'Europe Open avec une condition de temps imposé lors de ces performances. Une autre condition est d'avoir terminé dans la première moitié des Championnats du monde juniors. Une combinaison de ces critères fonctionne également. Tous les participants d'un relais doivent remplir ces conditions.
Initialement 29e des classements masculin et féminin, la délégation espagnole ne dispose d'aucun quota. Le Comité olympique espagnol inclut malgré cela dans sa pré-sélection les biathlètes Victor Lobo et Victoria Padial qui sont parmi les premiers à disposer des places vacantes que peuvent laisser des nations mieux classées que l'Espagne. Finalement ces deux sportifs figurent bien dans la sélection espagnole définitive,.

#### Résultats
| Athlète         | Compétition  | Temps         | Erreurs | Rang |
| --------------- | ------------ | ------------- | ------- | ---- |
| Victor Lobo     | Sprint       | 28 min 53 s 3 | 4       | 84e  |
| Victor Lobo     | Individuelle |               |         |      |
| Victoria Padial | Sprint       | 23 min 21 s 5 | 1       | 52e  |
| Victoria Padial | Individuelle |               |         |      |

## Diffusion des Jeux en Espagne
Les Espagnols peuvent suivre les épreuves olympiques en regardant les chaînes du groupe Radio Televisión Española (RTVE).